# Фран Рамовш
Фран Рамовш (на словенски: Fran Ramovš), използвал псевдонима Юлий Дуб (Julij Dub), е виден словенски и югославски славист от първата половина на ΧΧ век, специалист по словенските диалекти и ономастиката на словенския език. Рамовш е създател на първата карта на словенските наречия (Dialektološka karta slovenskega jezika, 1931), като установява 7 словенски диалектни групи и около 40 диалекта. Заедно с Антон Брезник той разработва правилата на словенския правопис (1935). Рамовш е професор в Люблянския университет (1919), декан на Философския факултет (1926/1927) и ректор (1934, 1935 г.) на университета. Един от основателите на Словенската академия на науките и изкуствата, в 1945 — 1952 година Рамовш ръководи Института за словенски език на Академията, който днес носи неговото име. За научните му достижения е избран за член-кореспондент на Югославската академия на науките и изкуствата в Загреб (1926), на Сръбската академия на науките и изкуствата в Белград (1929), на Славянския институт в Прага (1929) и на Полската академия на науките в Краков (1935).

## Биография
Рамовш е роден на 14 септември 1890 година в словенския град Любляна, в Австро-унгарската империя. Учи лингвистика във Виенския университет (1910 – 1911) и в Грацкия университет (1911 – 1914). В Грац в 1912 година завършва докторската си дисертация върху развитието на редуцираните гласни в словенския език и я защитава в 1914 година.
През октомври 1915 година Рамовш е мобилизиран и изпратен на италианския фронт, и е тежко ранен в Третата битка при Изонцо. Прекарва една година във Виена, където се възстановява, и е освободен от редовна военна служба през 1917 година и изпратен в териториалния резерв в Любляна и Камник.
В 1918 година на Рамовш е дадено преподавателсто място като доцент в Черновицкия университет, но поради разпада на Австро-Унгария в края на годината, той се връща от Грац в Любляна, където върви подготовка за основаване на университет.
Люблянският университет е основан в 1919 година, вече в Сърбо-хърватско-словенското кралство, и на 31 август 1919 година Рамовш е сред първите редовни професори, назначени в него. Преподава индо-европейско и славянско езикознание заедно с акцентология, обща фонетика, праславянски и сравнителна индо-европейска граматика. В 1921 година се ражда синът му, Примож Рамовш (1921 – 1999), по-късно виден композитор.
От 1934 до 1935 година Рамовш е канцлер на университета. Той е сред основателите и член на Словенската академия на науките и изкуствата и е неин председател от 1950 до 1952. В 1950 година получава наградата „Прешерен“ за работата си върху „Словенски правопис“. Рамовш е почетен член на Славистичното дружество на Словения (Slavistično društvo Slovenije).
Рамов умира на 16 септември 1952 година в Любляна.
От 1986 година Институтът за словенски език към Словенската академия на науките и изкуствата носи името на Фран Рамовш.

## Избрана библиография
- Historična gramatika slovenskega jezika (Историческа граматика на словенския език) (планирана поредица)
  - Volume 2: Konzonantizem (Съгласни; Ljubljana, 1924)
  - Volume 7: Dialekti (Диалекти; Ljubljana, 1935)
- Dialektološka karta slovenskega jezika (Диалектологична карта на словенския език; Ljubljana, 1931)
- (с Антон Брезник) Slovenski pravopis (Словенски правопис; Ljubljana, 1935)
- Kratka zgodovina slovenskega jezika (Кратка история на словенския език; Ljubljana, 1936)
- Morfologija slovenskega jezika (Морфология на словенския език; Ljubljana, 1952)